# Penonomé
Koordinaten: 8° 31′ N, 80° 21′ W

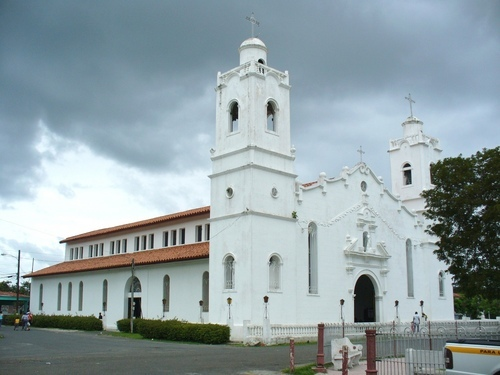
Kirche des Ortes

Penonomé ist die Hauptstadt der Provinz Coclé in Panama mit 21.748 Einwohnern. Die Stadt liegt am Pan American Highway und die Umgebung ist flach und unbewaldet.

## Geschichte
Penonomé wurde 1581 gegründet. "Penó nomé" bedeutet in der Sprache der Einheimischen Nomé wurde hingerichtet. Nomé war Häuptling eines lokalen indigenen Stammes, der durch einen spanischen Kolonialbeamten getötet wurde. Die Stadt war nach der Einnahme von Panama-Stadt durch Henry Morgan im Jahre 1671, für kurze Zeit Hauptstadt von Panama.

## Besonderheiten
In der Stadt findet man Nachfahren chinesischer Einwanderer, welche sich oft mit kleinen Supermärkten ("chinos") selbstständig gemacht haben. Die Bevölkerung besteht hauptsächlich aus Mestizen, Chinesen und Afroamerikanern. Im Februar ist in ganz Panama Karneval und nach Las Tablas ist Penonomé dann ein beliebtes Ausflugsziel.
Die Kirche von Penonomé und die lokale Regierung befinden sich im Ortskern. Außerdem gibt es in Penonomé ein kleines Museum mit unregelmäßigen Öffnungszeiten. Die Stadt hat zwei Hauptstraßen: La Avendida Juan Demmóstenes Arosemena und die Interamericana.
Seit 2006 existieren auch Jugendwohngemeinschaften, welche von den SOS-Kinderdörfer betrieben und durch den Hermann-Gmeiner-Fonds finanziert werden.
In den letzten Jahren hat die Kleinstadt einen großen Wandel durchlebt: es gibt nun eine Mall mit großem Supermarkt, ein Kino, ein Schwimmbad sowie mehrere Einkaufsmöglichkeiten.
Besonders zu Karneval und den Nationalfesten verwandelt sich die ansonsten recht ruhige Stadt in ein buntes Spektakel mit zahlreichen Open-Air Diskotheken und lebhaften Straßenumzügen.
Penonomé ist zudem ein beliebtes Ziel für Austauschschüler, welche mit AFS nach Panama reisen und in diesem Dorf in Gastfamilien beherbergt werden.

## Sehenswerte Orte in der Nähe
- Von Penonomé aus kann man sehr viele Orte in Panama erreichen, da tagsüber viele Busse die Stadt durchqueren. Für nur fünf Dollar kann man nach Panama-Stadt fahren, das ca. 2 ½ Stunden entfernt ist.
- Nur wenige Autominuten von Penonomé entfernt, finden sich einige schöne Strände Panamas. Besonders bekannt sind vor allem der „Playa Santa Clara“ und der „Playa Farrallon“, in deren Nähe sich einige Nobelhotels angesiedelt haben.
- In der Nähe befindet sich zudem das Valle de Antón, ein alter Vulkankrater, in welchem sich ein kleines Dorf befindet und von wo aus viele Wanderungen unternommen werden können.